# Натсир, Мохаммад
Моха́ммад Натси́р (индон. Mohammad Natsir; 17 июля 1908 года, Алахан-Панджанг — 6 февраля 1993 года, Джакарта) — индонезийский политик, религиозный и общественный деятель. Член партии Машуми. Премьер-министр Индонезии (1950—1951), министр информации Индонезии (1946—1947, 1948—1949). Национальный герой Индонезии.

## Ранние годы жизни
Мохаммад Натсир родился 17 июля 1908 года в западнояванской деревне Алахан-Панджанг в семье Мохаммада Идриса Султана Сарипадо (индон. Mohammad Idris Sutan Saripado), государственного служащего, и его жены Хадиджи (индон. Khadijah). В 1916 году поступил в нидерландскую школу для коренного населения (индон. Hollandsch-Inlandsche School) в Паданге; месяц спустя перевёлся в аналогичную школу в Солоке, где проучился три года, в свободное от школы время занимаясь самостоятельным изучением ислама. В 1919 году он, вместе со своей старшей сестрой, перевёлся обратно в Паданг, где в 1923 году продолжил обучение в средней школе (индон. Meer Uitgebreid Lager Onderwijs).
В 1920-е годы Натсир начал заниматься общественной деятельностью, вступив в организацию Союз молодых мусульман (нидерл. Jong Islamieten Bond). Также в это время он брал уроки игры на скрипке.
После окончания школы Натсир переехал в Бандунг, где продолжил обучение в общей средней школе (индон. Algemeene Middelbare School); позже Натсир признавался, что выбрал эту школу за её соответствие западным стандартам образования. С 1928 по 1932 год занимал пост руководителя Ассоциации молодых мусульман в Бандунге. Пройдя двухлетнее обучение в педагогическом колледже для коренных жителей, он начал заниматься педагогической работой. После переезда в Бандунг, он продолжил изучение ислама, в особенности интересуясь интерпретацией Корана. Его наставником в области ислама в это время был Ахмад Хассан, лидер организации Персатуан Ислам.

## Карьера

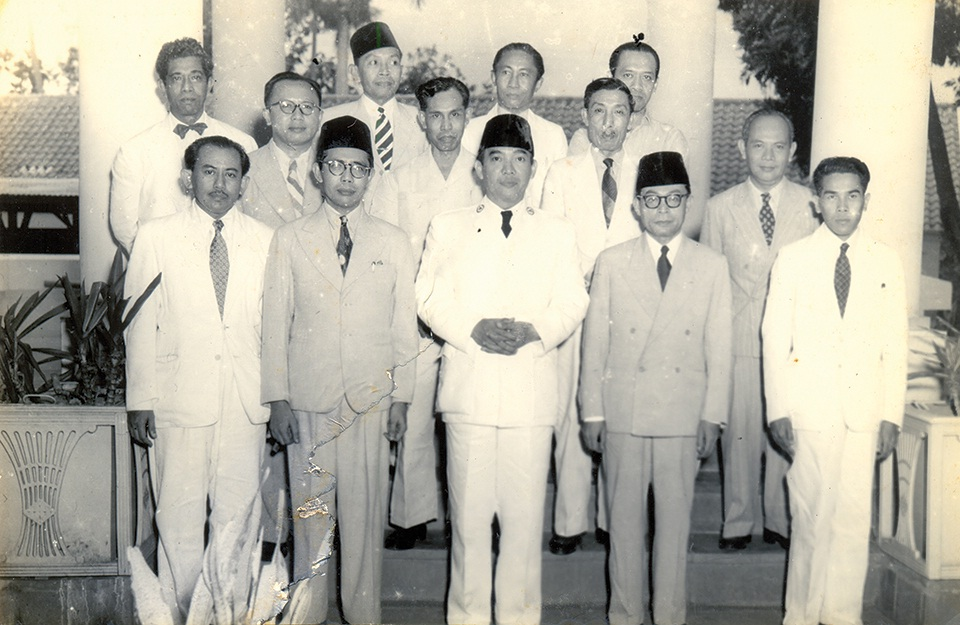
Натсир и министры его кабинета с президентом Индонезии Сукарно и вице-президентом Хаттой

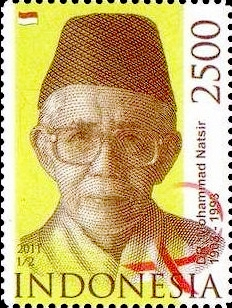
Натсир на почтовой марке Индонезии. 2011 год

В молодости Натсир активно занимался журналистикой. В 1929 году он написал две статьи, опубликованные в газете Algemeen Indische Dagblad под заголовками «Коран и евангелисты» (нидерл. Qur'an en Evangelie) и «Мухаммед как пророк» (нидерл. Muhammad als Profeet). С 1929 по 1935 годы был одним из редакторов газеты «Пембела Ислам» (индон. Pembela Islam — «Защитники ислама»), писал статьи о религии для газет «Панджи Ислам» (индон. Pandji Islam — «Знамя ислама»), «Педоман Машаракат» (индон. Pedoman Masyarakat — «Проводник народа») и «Аль-Манар» (индон. Al-Manār — «Факел»). В 1930 году им была основана школа «Пендидикан Ислам» (индон. Pendidikan Islam — «Исламское образование»), просуществовавшая до 1942 года, когда Индонезия была оккупирована Японией.
Хорошие отношения сложились у Натсира с известным исламским богословом Агусом Салимом; в середине 1930-х годов он принял участие в дискуссии между Салимом и одним из лидеров национально-освободительного движения, будущим президентом Сукарно о роли ислама в независимой Индонезии. В 1938 году Натсир вступил в ряды Индонезийской исламской партии (индон. Partai Islam Indonesia), с 1940 по 1942 год возглавлял её отделение в Бандунге. Во время японской оккупации вступил в партию Машуми, в 1945 году был избран одним из её председателей, оставаясь им до запрета партии в 1960 году.
После провозглашения независимости Индонезии Натсир вошёл в состав Центрального национального комитета Индонезии. Занимал пост министра информации в первом и втором кабинете Шарира, а также в первом кабинете Хатты. 3 апреля 1950 года по его инициативе в Индонезии начался процесс, известный как Интегралистское движение Натсира (индон. Mosi Integral Natsir); в результате этого процесса федеративная Республика Соединённые Штаты Индонезии, образованная по итогам Гаагской конференции круглого стола и состоявшая из 17 государственных образований, была преобразована в унитарную Республику Индонезию. С сентября 1950 по апрель 1951 года Натсир возглавлял индонезийское правительство.
В период «направляемой демократии» Натсир перешёл в оппозицию к президенту Сукарно, входил в состав Революционного правительства Республики Индонезии (РПРИ). После разгрома сил РПРИ правительственными войсками был арестован, с 1962 по 1964 годы находился в тюремном заключении в Маланге. В июле 1966 года окончательно освобождён.
После освобождения активно участвовал в деятельности исламских организаций, таких как Majlis Ta’sisi Rabitah Alam Islami и Majlis Ala al-Alami lil Masjid в Мекке, Оксфордский центр исламских исследований и Всемирный мусульманский конгресс в Карачи. Был основателем фонда «Совет по распространению ислама в Индонезии» (индон. Yayasan Dewan Dakwah Islamiyah Indonesia). Критиковал политику нового президента Сухарто, в частности, подписал Петицию пятидесяти — обращение 50 известных государственных и общественных деятелей к правительству, содержавшее критику его действий.
Мохаммад Натсир скончался 6 февраля 1993 года в Джакарте.

## Политические взгляды
Натсир считал своей основной задачей осуществление политики, соответствующей интересам индонезийских мусульман, руководствуясь при этом аятом 56 суры Аз-Зарийат Корана. Он говорил, что его целью является достижение состояния, когда исламское учение «применяется в жизни личности, общества и государства Республики Индонезии». Также он получил известность как борец за права человека и модернизацию ислама.
Натсир считал, что отделение церкви от государства неприемлемо для Индонезии, вступив в этом в противоречия с президентом Сукарно. В поддержку своей позиции он часто цитировал слова Уильяма Монтгомери Уотта о том, что ислам не только религия, но и целая культура. Он был разочарован в политике Сукарно и Сухарто в отношении ислама, сказав в 1970-х годах, что Индонезия «лечит ислам так, как будто лечит кошку от кольчатых червей». Позже он пытался создать собственную версию государственной идеологии Панча Сила, приведя её в соответствие с нормами ислама.

## Литературная деятельность
Натсир опубликовал 45 книг и монографий, а также несколько сотен статей, посвящённых его взглядам на ислам. В его ранних работах, написанных на голландском и индонезийском языках, он рассматривает исламскую доктрину, культуру, взаимоотношения между исламом и политикой, а также роль женщин в исламе. Его поздние произведения, написанные в том числе и на английском языке, затрагивают темы политики, проповеди ислама, а также взаимоотношений ислама и христианства. Поэт Аджип Росиди и исламский философ Хамка отмечали, что произведения Натсира имеют ценность и в качестве исторических документов, и в качестве пособий для будущих мусульман. Брюс Лоуренс называл его «самым выдающимся политиком исламской реформы».

## Награды
В 1967 году Натсиру была присвоена почётная докторская степень по литературе от исламского университета Ливана, а в 1980 году — Международная премия короля Фейсала. В 1991 году он стал почётным доктором двух малайзийских университетов — Национального университета Малайзии и Научного университета Малайзии. В 1998 году Указом Президента Индонезии № 110/TK/TH.1998 Натсир был посмертно награждён Орденом «Звезда Республики Индонезии» 2-й степени. 10 ноября 2008 года он был провозглашён Национальным героем Индонезии.

## Личная жизнь
20 октября 1934 года в Бандунге Натсир женился; его жену звали Нурханар (индон. Nurnahar), у них было шестеро детей. Натсир был полиглотом, знал английский, голландский, французский, немецкий и арабский языки; кроме того, он понимал эсперанто.